# Rio Mureș
O rio Mureş (romeno) (em húngaro:  Maros, latim: Marisus, croata: Moriš, alemão: Mieresch, Marosch ou Muresch, sérvio: Мориш, Муреш) é um rio de aproximadamente 725 km na Europa Oriental. O rio nasce nos Montes Cárpatos orientais, Romênia, e é aflurente do rio Tisza, com o qual conflui em Szeged, no sudeste da Hungria. 
O rio Mureş corta os distritos romenos de Harghita, Mureş, Alba, Hunedoara e Arad, e o condado húngaro Csongrád. 
As maiores cidades nas margens do Mureş são: Târgu Mureş e Arad, na Romênia, e Szeged na Hungria.
O Mureş corre aproximadamente 50 km em território húngaro, sendo 21 km na fronteira com a Romênia. Cerca de 28,5 km² da margem norte do rio é protegido como parte do Parque Nacional Körös-Maros.

## Cidades
As seguintes cidades estão situadas às margens do rio Mureş (da fonte para a foz): Topliţa, Reghin, Târgu Mureş, Luduş, Ocna Mureş, Aiud, Teiuş, Alba Iulia, Geoagiu, Orăştie, Simeria, Deva, Lipova, Arad, Nădlac (todas na Romênia), e ainda Makó e Szeged (ambas na Hungria).